# Système saturnien
Cet article court présente un sujet plus développé dans : Saturne.

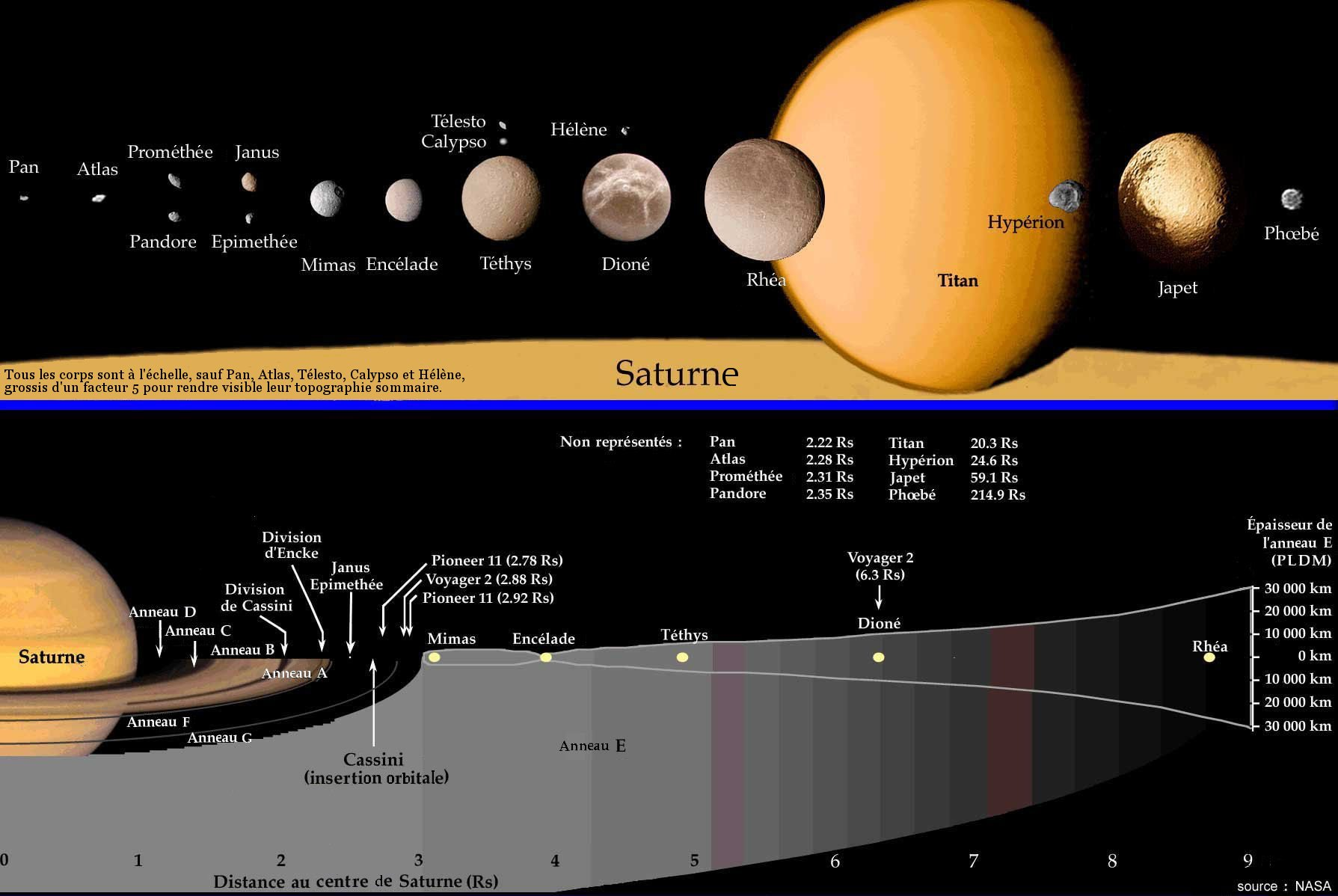
Le système saturnien.

Le système saturnien est le système regroupant la planète géante gazeuse Saturne et l'ensemble des objets se trouvant dans sa sphère d'influence.
Le système saturnien comprend donc :
- la planète Saturne,
- les nombreux satellites naturels de Saturne,
- les anneaux de Saturne.

Il est une des composantes du Système solaire externe.